# Eloise Mumford
Eloise Mumford (Olympia, Washington; 24 de septiembre de 1986) es una actriz estadounidense conocida por sus papeles en las series de televisión The River y Lone Star.

## Filmografía

### Televisión
| Año  | Título                             | Papel            | Notas                                          |
| ---- | ---------------------------------- | ---------------- | ---------------------------------------------- |
| 2008 | Crash                              | Megan Emory      | 4 episodios                                    |
| 2009 | Law & Order: Special Victims Unit  | Vanessa          | Episodio: "Sugar"                              |
| 2009 | Mercy                              | Hannah           | Episodio: "Some of Us Have Been to the Desert" |
| 2010 | Lone Star                          | Lindsay Holloway | 5 episodios                                    |
| 2012 | The River                          | Lena Landry      | 8 episodios                                    |
| 2012 | Christmas with Holly               | Maggie           | Película de televisión                         |
| 2017 | Chicago Fire (serie de televisión) | Hope             |                                                |

### Cine
| Año  | Título                        | Papel                          | Notas        |
| ---- | ----------------------------- | ------------------------------ | ------------ |
| 2009 | Some Boys Don't Leave         | La chica                       | Cortometraje |
| 2012 | Peligrosamente infiltrada     | Sasha Stolezinsky/Suzy Walters | DVD          |
| 2012 | Buried Treasure               | Esposa de Mark                 | Cortometraje |
| 2013 | Drones                        | Sue Lawson                     |              |
| 2014 | Not Safe for Work             |                                |              |
| 2014 | In the Blood                  | Sandy Grant                    |              |
| 2015 | Cincuenta sombras de Grey     | Katherine "Kate" Kavanagh      |              |
| 2017 | Cincuenta sombras más oscuras | Katherine "Kate" Kavanagh      |              |
| 2018 | Cincuenta sombras liberadas   | Katherine "Kate" Kavanagh      |              |